# Zhou Wuwang
Zhou Wuwang (nome postumo:周武王 , pinyin : Zhōu Wŭ Wáng, letteralmente "Re Wu di Zhou" o Ji Fa (nome personale: 姬发; ... – 1043 a.C.) è stato il primo sovrano della dinastia Zhou.

## Biografia
Famiglia
Il secondo figlio di Wen Wang, il Zhou Gong è suo fratello. Ha ereditato il ducato di Zhou da suo padre.
La lotta contro gli Shang
Dopo la morte del padre, si è poi dedicato ai suoi ultimi voti; rovesciare la dinastia Shang. Ha quindi organizzato un'alleanza di diversi vassalli Shang e ha sollevato un grande esercito per combattere contro Di Xin. Jiang Ziya, il grande stratega, che saggiamente consigliò suo padre, lo assiste nella sua rivolta contro gli Shang. Ha scelto di attaccare il re degli Shang quando il suo esercito stava conducendo una campagna contro i barbari a est. Prima sconfigge gli Shang nella battaglia di Mengjin, poi trova l'esercito di Di Xin nella battaglia di Muye, che vince decisamente. Questa vittoria segna la fine della dinastia Shang; Di Xin ha scelto di porre fine alla sua vita dopo l'esito della battaglia.
L'ingresso a Yin
Wu dopo aver sconfitto Zhou Xin nella battaglia di Muye, entra nella capitale Shang. Poco dopo aprì i granai della città e distribuì il cibo lì immagazzinato agli abitanti della città che morivano di fame. Questo gli valse il riconoscimento degli abitanti della città.

## Regno
Capitale
Il re Wu, secondo la tradizione cinese, non si stabilì negli antichi complessi sontuosi degli Shang e trasferì la capitale dalla città di Yin alla città di Hao nel territorio di Zhou.
Sistèma feudale
Wu era un abile politico, sapeva riconoscere i meriti di tutti coloro che lo avevano aiutato nella sua ascesa. Inoltre, si è incaricato di distribuire i territori tra i suoi alleati per stabilizzare il paese e ricompensarli. È così che è stato istituito il sistema feudale.
Nel 1046 a.C. re Wu, magnanimo diede la sovranità ai discendenti degli Shang il territorio di Song (Stato) che dovevano condurre fino all'annessione del loro Stato durante gli Stati Combattenti da parte dello Stato di Qi nel 286 a.C.
Ministri
Il suo primo ministro è il saggio Jiang Ziya.
Riforme
Riforme rituali
Il re Wu è il re che proibisce la pratica del sacrificio umano in Cina. Tuttavia, sotto lo Zhou orientale, quando la dinastia iniziò a perdere il suo prestigio, ci fu una rinascita della pratica sacrificale dell'uomo tra i grandi signori vassalli degli Zhou e rimase in vigore nonostante la sua proscrizione, fino al avvento della dinastia Han.
Riforme religiose
Il dio supremo degli Shang, Shang Di viene sostituito da quello degli Zhou, Tian e alcune delle divinità Shang vengono definitivamente abbandonate.
Riforme politiche
Ha sostituito l'assoluta monarchia Shang per il profilo del sistema feudale in cui il potere è stato decentralizzato a favore dei grandi signori feudali. Inoltre, istituì anche il concetto di mandato del Cielo come principio di successione da una dinastia all'altra che sarebbe rimasto in vigore fino alla fine dell'Impero cinese nel 1912.

## fonte
Marie-Nicolas Bouillet e Alexis Chassang (dir.), "Wou-Wang" nel Dizionario universale di storia e geografia, 1878